# Presídio de Vila Maria do Paraguai
O presídio de Vila Maria do rio Paraguai localizava-se na margem esquerda do rio Paraguai, na altura da atual Cáceres, estado de Mato Grosso, no Brasil.

## História
De acordo com SOUZA (1885), tratava-se de um presídio (colônia militar) fundado no final do século XVIII por determinação do quarto governador e capitão-general da capitania de Mato Grosso, Luís de Albuquerque de Melo Pereira e Cáceres, destinado a impedir as incursões dos espanhóis e dos indígenas, e para defesa da navegação e comércio entre o norte da Capitania Geral do Mato Grosso e a Capitania Geral do Pará (op. cit., p. 139-140).
Fundada em 1778, foi povoada com casais que andavam dispersos e mais sessenta índios e índias atraídos da missão castelhana de Chiquitos. Fruto do projeto civilizador da Coroa portuguesa para a região, o seu termo de fundação contém instruções para a padronização das casas, quintais e arruamentos, bem como a construção de Casa da Câmara e Cadeia, e de uma igreja (RIHGB, 28, 1865, pp. 112-114. apud SILVA, 1999:74).
Ali existia, em 1809, um Armazém Real (Armazém Real de Vila Maria), depósito de armas, munições, fardamentos, ferramentas, alimentos, equipamentos náuticos, e tudo o mais necessário ao uso das forças militares da Coroa ou mesmo das suas repartições civis.